# شهرستان ووژی
شهرستان ووژی (به لاتین: Wuzhi County) یک شهرستان‌های جمهوری خلق چین در چین است که در ژیاوزو واقع شده‌است.